# Cicurina minorata
Espèce
Synonymes
- Chorizomma minoratum Gertsch & Davis, 1936

Cicurina minorata est une espèce d'araignées aranéomorphes de la famille des Cicurinidae.

## Distribution
Cette espèce est endémique du Texas aux États-Unis,. Elle se rencontre dans le comté de Bexar vers San Antonio.

## Description
La femelle holotype mesure 1,60 mm.

## Systématique et taxinomie
Cette espèce a été décrite sous le protonyme Chorizomma minoratum par Gertsch et Davis en 1936. Elle est placée dans le genre Cicurina par Gertsch et Mulaik en 1940.

## Publication originale
- Gertsch & Davis, 1936 : « New spiders from Texas. » American Museum novitates, no 881, p. 1-21 (texte intégral).